# میسی الیوت
ملیسا آرنته «میسی» الیوت (به انگلیسی: Melissa Arnette "Missy" Elliott) (زاده ۱ ژوئیه ۱۹۷۱) خواننده، ترانه‌سرا، بازیگر، تهیه‌کننده، رقاص و طراح لباس آمریکایی است.
میسی الیوت با فروش هفت میلیون نسخه در ایالت متحده، تنها رپر زن است که شش آلبوم وی موفق به دریافت گواهینامه پلاتنیوم از انجمن صنفی ضبط موسیقی آمریکا (RIAA) شده‌اند. او به عنوان ترانه‌نویس و تهیه‌کننده با هنرمندان زیادی همکاری کرده. او دوست دوران کودکی تیمبالند است. از ترانه‌ها و ویدئوهایی مشهور او به آثار زیر اشاره کرد:
- "Work It"
- "The Rain (Supa Dupa Fly)"
- "Hot Boyz"
- "Get Ur Freak On"
- "One Minute Man"
- "Pass That Dutch"
- "Lose Control"